# Ернст Готлиб фон Атемс
Ернст Готлиб фон Атемс (на немски: Ernst Gottlieb von Attems; * 21 декември 1694, Грац; † 5 декември 1757, Виена) от графския род Атемс, е имперски княз и епископ на Любляна/Лайбах в Словения (1742 – 1757).

## Произход и духовна кариера
Той е петото от седемте деца на имперския граф Игнац Мария фон Атемс (1652 – 1732) и първата му съпруга графиня Мария Регина дон Вурмбранд-Щупах (1659 – 1715). Внук е на граф Йохан Фридрих фон Атемс (1593 – 1663) и третата му съпруга маркиза Франческа Мария Строци (1620 – 1668).
Ернст Готлиб получава на 4 юни 1708 г. каноникат в Пасау, следва в йезуитските колежи в Грац и Виена и след това в „Collegium Germanicum“ в Рим, където през 1715 г. става доктор по теология, философия и по право. На 17 декември 1724 г. е ръкоположен за свещеник в Залцбург. На 2 декември 1735 г. той става помощник епископ на Пасау. На 2 декември 1735 г. е титуларен епископ на Драгобития (Драго). На 6 октомври 1742 г. е избран за епископ на Любляна/Лайбах и е помазан на 17 декември 1742 г. Той започва службата си на 27 март 1743 г.
Ернст Готлиб фон Атемс умира на 5 декември 1757 г. на 62 години във Виена и е погребан в църквата „Св. Магдалена“ в Обербург.

## Галерия
- Ернст Готлиб фон Атемс
- Епископската резиденция в Гьортшах